# Eremothamneae
Eremothamneae  H. Rob. & Brettell, 1973 è una tribù di piante angiosperme dicotiledoni della famiglia delle Asteraceae.

## Etimologia
Il nome della tribù è stato definito per la prima volta dai botanici Harold Ernest Robinson  (1932 - ) e R.D. Brettell nella pubblicazione "Phytologia; Designed to Expedite Botanical Publication. New York - 26(3): 164" del 1973.

## Descrizione
Le specie di questa tribù sono arbusti non molto grandi, con fusti eretti e ramificati. La pubescenza è sparsa in Hoplophyllum, mentre è densamente tomentosa in Eremothamnus. Gli organi interni sono privi di latice.
Le foglie lungo il fusto sono disposte in modo alterno; sono di tipo spiniforme lineari, intere, affusolate o piatte in Hoplophyllum, mentre in Eremothamnus hanno forme obovate, intere con piccoli corti spini sui margini nelle parti distali e in genere sono piuttosto succulenti.
Le infiorescenze sono composte da capolini, sessili o subsessili, non molto grandi in posizione terminale o ascellare. I capolini sono formati da un involucro composto da brattee (o squame) all'interno delle quali un ricettacolo fa da base ai fiori ligulati esterni (sono assenti in Hoplophyllum), e/o da quelli tubulosi interni. La forma dell'involucro va da cilindrico a campanulato; le brattee sono disposte in più serie; quelle esterne hanno una consistenza cartacea e sono provviste di spine apicali. Il ricettacolo è nudo (senza pagliette).
I fiori (da 5 in Hoplophyllum, fino a 25-30 in Eremothamnus) sono tetra-ciclici (ossia sono presenti 4 verticilli: calice – corolla – androceo – gineceo) e pentameri (ogni verticillo ha 5 elementi). Sono inoltre ermafroditi e in genere zigomorfi. I fiori del raggio (femminili) sono privi di antere e con tre piccoli denti apicali; quelli del disco sono regolari, profondamente lobati (con 5 lobi lineari).
- Formula fiorale:

*/x K {\displaystyle \infty }, [C (5), A (5)], G 2 (infero), achenio
- Calice: i sepali del calice sono ridotti ad una coroncina di squame.

- Corolla: il colore della corolla è giallo o sue tonalità.

- Androceo: gli stami sono 5 con filamenti liberi mentre le antere sono saldate in un manicotto (o tubo) circondante lo stilo. Le antere hanno delle appendici apicali con speroni (calcarate) e delle code (caudate); le teche hanno una forma oblunga. Le cellule dell'endotecio hanno una forma oblunga con ispessimenti anulari addensati nella metà basale e più distanziati nella parte distale. Il polline è spinuloso.

- Gineceo: lo stilo è sottile e allungato, mentre gli stigmi sono due, divergenti e ricoperti di peli nelle zone esterne. Lo stilo alla base è parzialmente immerso nel nettare, ed è privo di nodi. L'ovario è infero uniloculare formato da 2 carpelli. Le papille stigmatiche ricoprono la parte interna degli stigmi.

I frutti sono degli acheni con pappo. Gli acheni sono più o meno prismatici e sono densamente ricoperti da setole, mentre il pappo è formato da piccole setole disposte su 2 - 3 serie.

## Biologia
- Impollinazione: l'impollinazione avviene tramite insetti (impollinazione entomogama tramite farfalle diurne e notturne).
- Riproduzione: la fecondazione avviene fondamentalmente tramite l'impollinazione dei fiori (vedi sopra).
- Dispersione: i semi (gli acheni) cadendo a terra sono successivamente dispersi soprattutto da insetti tipo formiche (disseminazione mirmecoria). In questo tipo di piante avviene anche un altro tipo di dispersione: zoocoria. Infatti le brattee dell'involucro possono agganciarsi ai peli degli animali di passaggio disperdendo così anche su lunghe distanze i semi della pianta.

## Distribuzione e habitat
La distribuzione di questa tribù è circoscritta al Sudafrica occidentale e meridionale e alla Namibia.

## Tassonomia
La famiglia di appartenenza di questa voce (Asteraceae o Compositae, nomen conservandum) probabilmente originaria del Sud America, è la più numerosa del mondo vegetale, comprende oltre 23.000 specie distribuite su 1.535 generi, oppure 22.750 specie e 1.530 generi secondo altre fonti (una delle checklist più aggiornata elenca fino a 1.679 generi). La famiglia attualmente (2021) è divisa in 16 sottofamiglie.

### Filogenesi
Le piante di questa voce appartengono alla sottofamiglia Vernonioideae. Questa assegnazione è stata fatta solo ultimamente in base ad analisi di tipo filogenetico sul DNA delle piante. Precedenti classificazioni descrivevano queste piante nella sottofamiglia Asteroideae (tribù Senecioneae) o sottofamiglia Cichorioideae.
Questa tribù è stata descritta per la prima volta da Robinson e Brettell nel 1973 sulla base della specie Eremothamnus marlothianus O. Hoffm.  della Namibia dimostrando subito l'inconsistente inserimento di questa specie nella sottotribù delle Liabinae (allora nella tribù delle Senecioneae, ora tribù delle Liabeae) fatta nel 1890 da O. Hoffm. Nel 1992 ad opera di Karis venne scoperto un secondo genere (Hoplophyllum DC.), affine a questo gruppo; anche questo posto inizialmente in un'altra tribù (Vernonieae). Recenti studi molecolari di tipo cladistico hanno confermato la relazione di tipo “gruppo fratello” tra i due generi di questa tribù e insieme formano un clade monofiletico; mentre le relazioni con altri gruppi come le Cichorieae o le Arctotideae si sono dimostrate scarse o ambigue. Soltanto ultimamente questa tribù ha trovato posto nella recente sottofamiglia Vernonioideae.
I caratteri principali per questa tribù sono:
- i capolini sono discoidi e sessili;
- le brattee involucrali hanno gli apici spinescenti;
- il pappo è formato da setole barbate e scabre.

### Composizione della tribù
La tribù comprende 2 generi e 3 specie:
- Eremothamnus O. Hoffm., 1889 genere monotipo (E. marlothianus O. Hoffm.)
- Hoplophyllum DC., 1836 genere con due specie (H. spinosum (L.  f.) DC e H. ferox Sond.)

Il numero cromosomico della tribù è 2n = 18 (Hoplophyllum).